# Ballingslöv
Ballingslöv – miejscowość (tätort) w Szwecji, w regionie administracyjnym (län) Skania, w gminie Hässleholm.
Według danych Szwedzkiego Urzędu Statystycznego liczba ludności wyniosła: 328 (31 grudnia 2015), 362 (31 grudnia 2018) i 357 (31 grudnia 2019).